# Lori
Lori (armenski:  Լոռի) je jedna od deset pokrajina u Armeniji. Glavni grad joj je Vanadzor.

## Karakteristike
Pokrajina Lori nalazi se u sjevernom dijelu Armenije, površina joj je 3.789 km² u njoj prema podacima iz 2002. godine živi 253.351 stanovnika, dok je prosječna gustoća naseljenosti 66 stanovnika na km².

## Administrativna podjela
Pokrajina je podjeljena na pet okruga i 113 općina od kojih su osam urbanih a 105 ruralnih.

## Granica
Lori graniči s Gruzijom te armenskim pokrajinama:
- Širak - zapad
- Tavuš - istok
- Aragacotn - jugozapad
- Kotajk - jugoistok

## Vanjske poveznice
- Službena stranica regije  Arhivirana inačica izvorne stranice od 15. rujna 2006. (Wayback Machine)